# Toma Caragiu
Toma Caragiu (Aetomilitsa 1925. augusztus 11. – Bukarest, 1977. március 4.) aromán származású román színész és humorista. Egyaránt játszott színházi- és filmszerepeket, de megjelent a tévében is.
Egy aromán családban született az epiruszi Aetomilitsa faluban, Görögország Joánina prefektúrájában. A család menekülése révén gyermekkorát Ploieștiben töltötte. Hírnevét alapvetően komikus szerepei révén szerezte, de jelentősek drámai alakításai is. A román humor egyik klasszikusaként tartják számon. Tragikus körülmények között az 1977-es romániai földrengésben halt meg, miután a tömbház, melyben lakott, ráomlott. Testét a bukaresti Bellu temetőben helyezték végső nyugalomra.
Nevét Ploieștiben egy színház őrzi.

## Filmográfia
Toma Caragiu összesen 39 filmben szerepelt.
- Nufărul roșu - r. Gheorghe Tobias, 1955
- Vara romantică -r.Sinisa Ivetici, 1961
- Poveste sentimentală - r. Iulian Mihu, 1962
- Străzile au amintiri - r. Manole Marcus, 1962
- Politică și delicatese - r. Haralambie Boroș, 1963
- Cartierul veseliei - r. Manole Marcus, 1965
- Procesul alb - r. Iulian Mihu, 1966
- Haiducii (1966)
- Vremea zăpezilor - r. Gheorghe Naghi, 1966
- Șeful sectorului suflete (1967)
- Subteranul - r. Virgil Calotescu, 1967
- Răpirea fecioarelor - r. Dinu Cocea, 1968
- Răzbunarea haiducilor (1968)
- KO - r. Mircea Mureșan, 1968
- Brigada Diverse intră în acțiune (1970)
- Haiducii lui Șaptecai (1971)
- Zestrea domniței Ralu (1971)
- Săptămîna nebunilor (1971)
- Brigada Diverse în alertă! (1971)
- B.D. la munte și la mare (1971)
- Facerea lumii - r. Gheorghe Vitanidis, 1971
- Bariera - r. Mircea Mureșan, 1972
- Explozia - r. Mircea Drăgan, 1972
- Ciprian Porumbescu (1973)
- Proprietarii - r. Șerban Creangă, 1974
- Trei scrisori secrete - r. Virgil Calotescu, 1974
- Tatăl risipitor - r. Adrian Petringenaru, 1974
- Actorul și sălbaticii (1975)
- Nu filmăm să ne-amuzăm (1975)
- Mastodontul - r. Virgil Calotescu, 1975
- Singurătatea florilor (1976)
- Operațiunea Monstrul (1976)
- Premiera (1976)
- Serenada pentru etajul XII - r. Carol Corfanta, 1976
- Condiția Penelopei (voce) - r. Luminița Cazacu, 1976
- Marele singuratic (1977)
- Tufǎ de Veneția -r. Petre Bokor, 1977
- Gloria nu cântă - r. Alexandru Bocăneț, 1977
- Buzduganul cu trei peceți - r. Constantin Vaeni, 1977